# Francescantonio Bardi
Francescantonio Bardi (Avigliano, 18 maggio 1925 – Potenza, 6 aprile 2000) è stato un politico italiano.

## Biografia
Avvocato, esponente del Partito Socialista Italiano, viene eletto al Senato della Repubblica nel 1968 nella lista PSI-PSDI Unificati; termina il proprio mandato parlamentare nel 1972.
Nel 1975 viene eletto consigliere regionale della Basilicata per il PSI, ricoprendo anche il ruolo di Presidente del consiglio regionale lucano fino al 1977; conclude il mandato nel 1980.
Muore all'età di 74 anni, nell'aprile del 2000.